# سیارک ۱۹۸۰۸
سیارک ۱۹۸۰۸ (به انگلیسی: 19808 Elainemccall، نامگذاری:2000SN85) نوزده هزار و هشتصد و هشتمین سیارک کشف شده‌است که در ۲۴ سپتامبر ۲۰۰۰ کشف شد.
قدر مطلق سیارک برابر ۱۸.۶ است.